# ESV Bergisch Gladbach
Der ESV Bergisch Gladbach ist ein Eishockeyverein aus Bergisch Gladbach im Bergischen Land. Der Verein ist auch unter dem Namen „Realstars“ bekannt.

## Geschichte
Der Verein wurde im Jahre 2002 gegründet, nachdem der EC Bergisch Gladbach, auch bekannt als „Bensberger Haie“, aufgelöst wurde. Die Mannschaft startete in der Landesliga NRW und schaffte im Jahre 2005 den Aufstieg in die Regionalliga West. Zwei Jahre später zog der Verein die Mannschaft trotz sportlicher Qualifikation aus der Regionalliga in die Landesliga zurück. Nach zwei Aufstiegen kehrten die Real Stars 2009 in die Regionalliga zurück. Es folgte eine sportliche Talfahrt, die zum letzten Platz in der Bezirksligasaison 2012/13 führte. In der folgenden Saison nahm der Verein nicht am Spielbetrieb teil und kehrte erst 2015 auf das Eis zurück. Ein Jahr später gelang der Aufstieg in die Landesliga.

## Eishalle
Der ESV Bergisch Gladbach trägt seine Heimspiele in der Eissportarena Bergisch Gladbach an der Saaler Straße aus. Das geschlossene Eisstadion wurde im Jahre 1979 eröffnet und bietet Platz für 2500 Zuschauer.

## Persönlichkeiten
- Andreas Halfmann (* 1971)
- Peter Juchem (* 1969)
- Thorsten Koslowski (* 1975)
- Werner Kühn (* 1958)
- Thorsten Sendt (* 1974)
- Ralf Stärk (* 1973)
- Stefan Vajs (* 1988)
- Daniel Walther (* 1972)